# Équipe d'Espagne de football à la Coupe du monde 2010
Cet article relate le parcours qui mena l'équipe d'Espagne de football a son premier titre mondial lors de la Coupe du monde de football 2010 organisée en Afrique du Sud du 11 juin au 11 juillet 2010. Historiquement, c'est la seule équipe, avec l’Argentine en 2022, à avoir réussi à remporter le titre après avoir perdu son premier match, et c'est également l'équipe championne du monde à avoir inscrit le moins de buts dans le tournoi (seulement 8 buts en sept matchs).

## Historique
L'Espagne occupe alors la première place au classement mondial de la FIFA. Le sélectionneur Luis Aragonés est remplacé par Vicente del Bosque après l'Euro 2008.
À la Coupe des confédérations 2009, l'Espagne fait figure de favori avec le Brésil. Elle remporte sans difficulté le groupe A en battant ses trois adversaires, la Nouvelle-Zélande (5-0), l'Irak (1-0) et l'Afrique du Sud, pays hôte (2-0). En demi-finale, elle trébuche pourtant contre les États-Unis (0-2) et manque par la même occasion de battre le record d'invincibilité du Brésil (35 matches sans défaite) qu'elle venait d'égaler.
Cet échec en Coupe des confédérations n'est cependant pas de nature à remettre en cause la bonne dynamique de la sélection.  Elle le prouve en réalisant une campagne éliminatoire pour la Coupe du monde 2010 exceptionnelle : 10 matches, 10 victoires, 28 buts marqués pour 5 encaissés. C'est la seule nation avec les Pays-Bas (mais qui eux figuraient un groupe de seulement 5 équipes contre 6 pour l'Espagne) à avoir réussi un tel parcours sans faute.
Elle confirme sa bonne forme grâce à des victoires en match amical contre l'Argentine (2-1), l'Autriche (5-1), la France (2-0) le 3 mars 2010, l'Arabie saoudite le 28 mai (3-2), la Corée du Sud le 3 juin (1-0) et enfin la Pologne (6-0) le 8 juin. L'Espagne aborde ainsi la Coupe du monde 2010 avec un statut de favori.

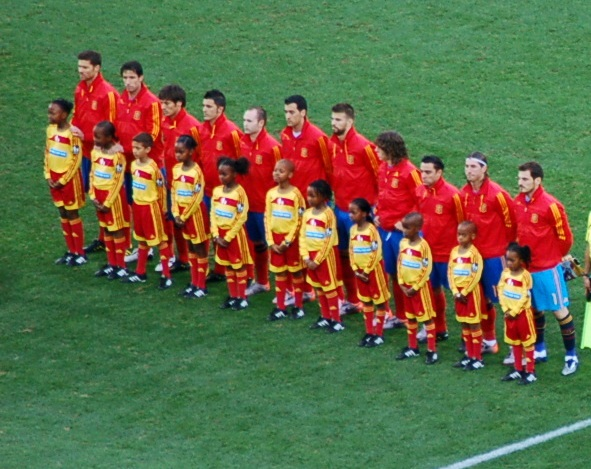
Équipe d'Espagne de football lors de la Coupe du monde 2010.

Le 20 mai 2010 Vicente del Bosque donne la liste des 23 joueurs convoqués pour la Coupe du monde. Cette liste comporte un tiers de nouveaux joueurs par rapport à l'effectif qui a remporté l'Euro 2008. Le FC Barcelone est le club qui apporte le plus de joueurs (sept), tous titulaires dans le onze habituel, à l'exception de Víctor Valdés. Lors du premier match de la Roja au Mondial contre la Suisse, cette dernière crée la surprise en s'imposant 1-0 grâce à un but marqué en contre, les Espagnols, forts d'une possession de balle de 75 %, ne parvenant pas à concrétiser une seule de leurs nombreuses occasions. Cet échec d'entrée met l'Espagne sous pression avant d'affronter le Honduras et le Chili.
Le 21 juin 2010, la Roja se ressaisit et s'impose 2-0 face au Honduras (doublé de David Villa). Finalement elle termine à la première place de son groupe après sa victoire 2-1 face au Chili, Villa ouvrant la marque d'un lob de plus de 40 mètres.
En huitième de finale, elle se débarrasse difficilement du Portugal 1-0 dans le choc de la Péninsule Ibérique grâce au but de David Villa pourtant entaché d'une position de hors-jeu.
L'Espagne atteint pour la deuxième fois le dernier d'un Mondial après 1950, en battant une fois encore de justesse en quart de finale de solides paraguayens au terme d'un match rocambolesque : but du Paraguay refusé pour un hors-jeu inexistant, pénalty des Sud-Américains arrêté par Casillas et dans la minute qui suit, pénalty pour les Espagnols transformé puis refusé pour faute, retenté puis arrêté, et enfin, le but espagnol de David Villa qui tape sur les deux poteaux avant de rentrer. Le 7 juillet 2010, c'est la même affiche que la finale du championnat d'Europe de football qui a eu lieu deux ans plus tôt, Allemagne-Espagne, avec le même résultat : victoire espagnole 1-0. Le but qui qualifie l'Espagne pour la finale est signé Carles Puyol à la 73e minute, de la tête sur corner.

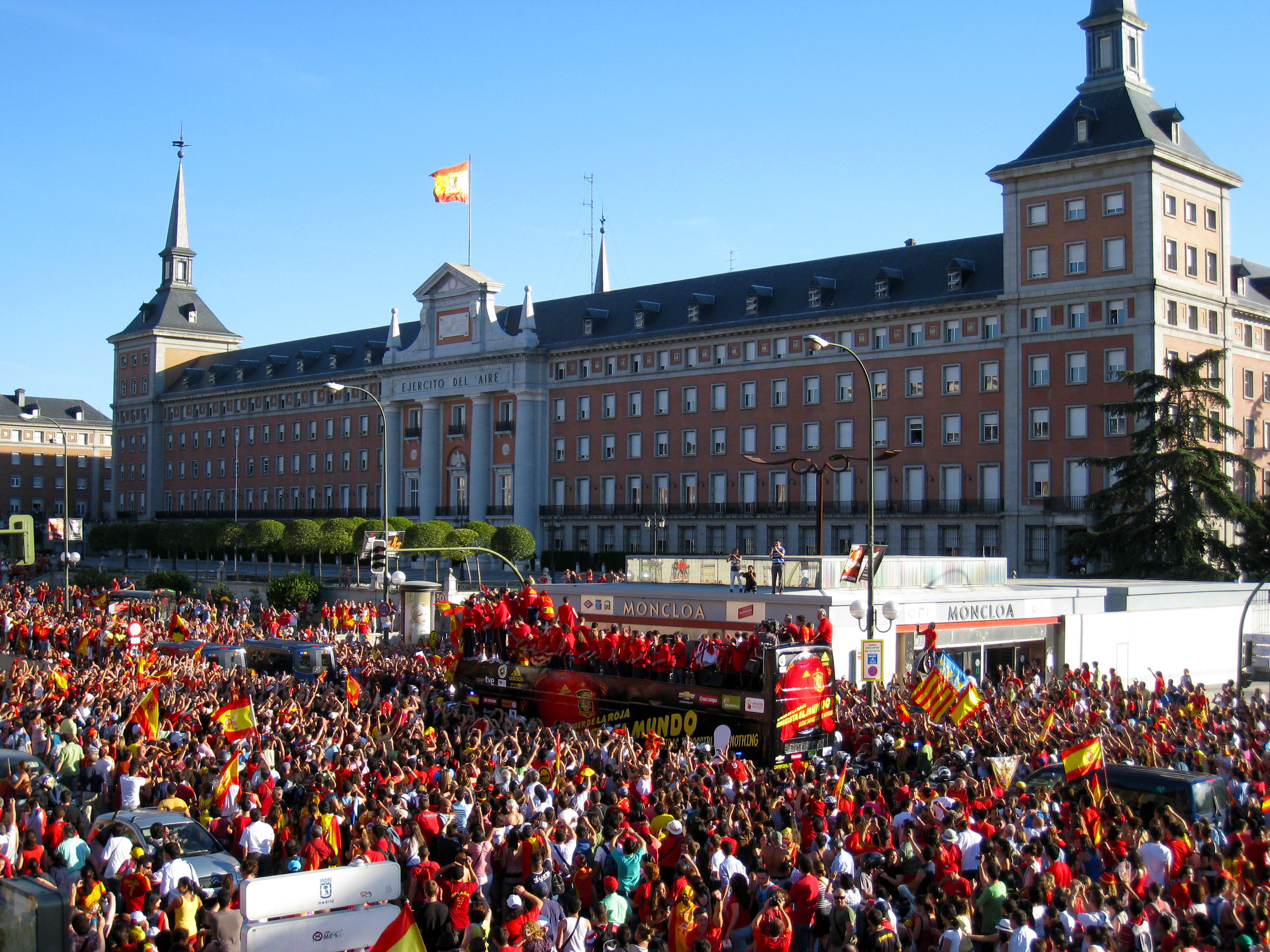
Célébration multitudinaire à Madrid pour la Coupe du monde.

Le 11 juillet, la finale sacrera un vainqueur inédit : c'est la première fois depuis 1978 qu'aucun des deux finalistes n'a encore jamais gagné le trophée. L'Espagne gagne la Coupe du monde 2010 en battant les Pays-Bas sur le score de 1 à 0, dans un match ponctué par un nombre record de 14 cartons jaunes décernés par l'arbitre anglais Howard Webb, dont 9 sanctionnant le jeu rugueux de l’équipe des Pays-Bas. Le but est marqué par Andrés Licops Iniesta lors de la prolongation, à la 116e minute. Les Néerlandais perdent pour la 3e fois en finale, tandis que les Espagnols remportent le titre mondial dès leur première finale. Pour la première fois dans l'histoire de la coupe du monde, une équipe européenne est sacrée sur le sol d'un autre continent (auparavant, seule l'équipe du Brésil, victorieuse en Suède en 1958 et au Japon en 2002, avait réussi cet exploit). L'Espagne remporte en outre le Prix du fair-play, Iker Casillas est désigné meilleur gardien, David Villa est co-meilleur buteur, Andrés Iniesta est élu meilleur joueur de la finale et six joueurs espagnols sont inclus dans l'équipe idéale de la FIFA : Xavi Hernández, Sergio Ramos, Carles Puyol en plus des trois joueurs déjà cités.
Cette victoire permet à l'Espagne de récupérer la première place du classement FIFA.
À la suite de son triomphe en Coupe du monde, l'équipe d'Espagne reçoit deux distinctions sportives internationales : le Prix Prince des Asturies en septembre 2010 et le Prix Laureus en février 2011.

## Effectif
Le 17 mai 2010, la liste des joueurs espagnols retenus pour disputer l'épreuve est dévoilée. Sélections arrêtées le 12 juillet 2010. L'âge est calculé au début de la compétition, le 11 juin 2010.
| Numéro / Nom       | Numéro / Nom       | Équipe          | Sél. (but)      | Date de naissance | J.              |                 |                 |                 |                 |
| Gardiens de but    | Gardiens de but    | Gardiens de but | Gardiens de but | Gardiens de but   | Gardiens de but | Gardiens de but | Gardiens de but | Gardiens de but | Gardiens de but |
| ------------------ | ------------------ | --------------- | --------------- | ----------------- | --------------- | --------------- | --------------- | --------------- | --------------- |
| 1                  | Iker Casillas      | Real Madrid CF  | 111 (0)         | 20 mai 1981       | 7               | 0               | 0               | 0               | 0               |
| 12                 | Víctor Valdés      | FC Barcelone    | 1 (0)           | 14 janvier 1982   | 0               | 0               | 0               | 0               | 0               |
| 23                 | Pepe Reina         | FC Liverpool    | 20 (0)          | 31 août 1982      | 0               | 0               | 0               | 0               | 0               |
| Défenseurs         |                    |                 |                 |                   |                 |                 |                 |                 |                 |
| 2                  | Raúl Albiol        | Real Madrid CF  | 23 (0)          | 4 septembre 1985  | 0               | 0               | 0               | 0               | 0               |
| 3                  | Gerard Piqué       | FC Barcelone    | 23 (4)          | 2 février 1987    | 7               | 0               | 1               | 0               | 0               |
| 4                  | Carlos Marchena    | Valence CF      | 62 (2)          | 3 juillet 1979    | 3               | 0               | 0               | 0               | 0               |
| 5                  | Carles Puyol       | FC Barcelone    | 90 (3)          | 13 avril 1978     | 7               | 1               | 1               | 0               | 0               |
| 11                 | Joan Capdevila     | Villarreal CF   | 52 (4)          | 3 février 1978    | 7               | 0               | 1               | 0               | 0               |
| 15                 | Sergio Ramos       | Real Madrid CF  | 67 (5)          | 30 mars 1986      | 7               | 0               | 1               | 0               | 0               |
| 17                 | Álvaro Arbeloa     | Real Madrid CF  | 16 (0)          | 17 janvier 1983   | 1               | 0               | 0               | 0               | 0               |
| Milieux de terrain |                    |                 |                 |                   |                 |                 |                 |                 |                 |
| 6                  | Andrés Iniesta     | FC Barcelone    | 49 (8)          | 11 mai 1984       | 6               | 2               | 1               | 0               | 0               |
| 8                  | Xavi               | FC Barcelone    | 94 (8)          | 25 janvier 1980   | 7               | 0               | 1               | 0               | 0               |
| 10                 | Cesc Fàbregas      | Arsenal FC      | 54 (6)          | 4 mai 1987        | 4               | 0               | 0               | 0               | 0               |
| 13                 | Juan Mata          | Valence CF      | 9 (3)           | 28 avril 1988     | 1               | 0               | 0               | 0               | 0               |
| 14                 | Xabi Alonso        | Real Madrid CF  | 76 (9)          | 25 novembre 1981  | 7               | 0               | 1               | 0               | 0               |
| 16                 | Sergio Busquets    | FC Barcelone    | 20 (0)          | 16 juillet 1988   | 7               | 0               | 0               | 0               | 0               |
| 20                 | Javi Martínez      | Athletic Bilbao | 3 (0)           | 2 septembre 1988  | 1               | 0               | 0               | 0               | 0               |
| 21                 | David Silva        | Valence CF      | 38 (7)          | 8 janvier 1986    | 2               | 0               | 0               | 0               | 0               |
| Attaquants         |                    |                 |                 |                   |                 |                 |                 |                 |                 |
| 7                  | David Villa        | Valence CF      | 65 (43)         | 3 décembre 1981   | 7               | 5               | 0               | 0               | 0               |
| 9                  | Fernando Torres    | Chelsea         | 80 (24)         | 20 mars 1984      | 7               | 0               | 0               | 0               | 0               |
| 18                 | Pedro              | FC Barcelone    | 8 (1)           | 28 juillet 1987   | 5               | 0               | 0               | 0               | 0               |
| 19                 | Fernando Llorente  | Athletic Bilbao | 8 (3)           | 26 février 1985   | 1               | 0               | 0               | 0               | 0               |
| 22                 | Jesús Navas        | Séville FC      | 9 (1)           | 21 janvier 1985   | 3               | 0               | 0               | 0               | 0               |
| Sélectionneur      |                    |                 |                 |                   |                 |                 |                 |                 |                 |
|                    | Vicente del Bosque |                 |                 | 23 décembre 1950  |                 |                 |                 |                 |                 |
| Réserve            |                    |                 |                 |                   |                 |                 |                 |                 |                 |
|                    | David De Gea       | Atletico Madrid | 0 (0)           | 7 novembre 1990   |                 |                 |                 |                 |                 |
|                    | Diego López        | Villarreal CF   | 1 (0)           | 3 novembre 1981   |                 |                 |                 |                 |                 |
|                    | César Azpilicueta  | CA Osasuna      | 0 (0)           | 28 août 1989      |                 |                 |                 |                 |                 |
|                    | Santiago Cazorla   | Malaga          | 24 (2)          | 13 décembre 1984  |                 |                 |                 |                 |                 |
|                    | Daniel Güiza       | Fenerbahçe SK   | 21 (6)          | 17 août 1980      |                 |                 |                 |                 |                 |
|                    | Marcos Senna       | Villarreal CF   | 28 (1)          | 17 juillet 1976   |                 |                 |                 |                 |                 |
|                    | Álvaro Negredo     | Séville FC      | 4 (2)           | 20 août 1985      |                 |                 |                 |                 |                 |
| Blessé             |                    |                 |                 |                   |                 |                 |                 |                 |                 |
| A                  |                    | Pays inconnu    |                 |                   |                 |                 |                 |                 |                 |

 = capitaine --  Gardien de butDéfenseurMilieu de terrainAttaquantSélectionneur

## Qualification

### Groupe 5
| Rang | Équipe             | Pts | J  | G  | N | P | Bp | Bc | Diff |  | Résultats (▼ dom., ► ext.) |     |     |     |     |     |     |
| ---- | ------------------ | --- | -- | -- | - | - | -- | -- | ---- |  | -------------------------- | --- | --- | --- | --- | --- | --- |
| 1    | Espagne            | 30  | 10 | 10 | 0 | 0 | 28 | 5  | +23  |  | Espagne                    |     | 1-0 | 1-0 | 5-0 | 3-0 | 4-0 |
| 2    | Bosnie-Herzégovine | 19  | 10 | 6  | 1 | 3 | 25 | 13 | +12  |  | Bosnie-Herzégovine         | 2-5 |     | 1-1 | 2-1 | 7-0 | 4-1 |
| 3    | Turquie            | 15  | 10 | 4  | 3 | 3 | 13 | 10 | +3   |  | Turquie                    | 1-2 | 2-1 |     | 1-1 | 4-2 | 2-0 |
| 4    | Belgique           | 10  | 10 | 3  | 1 | 6 | 13 | 20 | -7   |  | Belgique                   | 1-2 | 2-4 | 2-0 |     | 3-2 | 2-0 |
| 5    | Estonie            | 8   | 10 | 2  | 2 | 6 | 9  | 24 | -15  |  | Estonie                    | 0-3 | 0-2 | 0-0 | 2-0 |     | 1-0 |
| 6    | Arménie            | 4   | 10 | 1  | 1 | 8 | 6  | 22 | -16  |  | Arménie                    | 1-2 | 0-2 | 0-2 | 2-1 | 2-2 |     |

### Buteurs
| Pos | Joueur           | Pays    | Buts |
| --- | ---------------- | ------- | ---- |
| 1   | David Villa      | Espagne | 5    |
| 2   | Gerard Piqué     | Espagne | 3    |
| 2   | Juan Manuel Mata | Espagne | 3    |
| 4   | David Silva      | Espagne | 2    |
| 4   | Cesc Fàbregas    | Espagne | 2    |
| 4   | Álvaro Negredo   | Espagne | 2    |
| 7   | Joan Capdevila   | Espagne | 1    |
| 7   | Marcos Senna     | Espagne | 1    |
| 7   | Juanito          | Espagne | 1    |
| 7   | Carles Puyol     | Espagne | 1    |
| 7   | Andrés Iniesta   | Espagne | 1    |
| 7   | Xabi Alonso      | Espagne | 1    |
| 7   | Albert Riera     | Espagne | 1    |
| 7   | Santiago Cazorla | Espagne | 1    |
| 7   | Fernando Torres  | Espagne | 1    |

## Préparation
| Match amical                                 | Espagne                    | 2 – 1   | Argentine        | Stade Vicente Calderón Madrid, Espagne      |                                             |
| 14 novembre 2009 · Historique des rencontres | Xabi Alonso 16e 86e (pen.) | (1 – 0) | 61e (pen.) Messi | Spectateurs : 54 851 Arbitrage : Alan Kelly | Spectateurs : 54 851 Arbitrage : Alan Kelly |
| 14 novembre 2009 · Historique des rencontres | Rapport                    |         |                  | Spectateurs : 54 851 Arbitrage : Alan Kelly | Spectateurs : 54 851 Arbitrage : Alan Kelly |

| Match amical                                 | Autriche     | 1 – 5   | Espagne                                                  | Ernst-Happel-Stadion Vienne, Autriche          |                                                |
| 18 novembre 2009 · Historique des rencontres | Jantscher 7e | (1 – 3) | 10e Fabregas · 20e 45e Villa · 56e Güiza · 57e Hernandez | Spectateurs : 32 000 Arbitrage : Florian Meyer | Spectateurs : 32 000 Arbitrage : Florian Meyer |
| 18 novembre 2009 · Historique des rencontres | Rapport      |         |                                                          | Spectateurs : 32 000 Arbitrage : Florian Meyer | Spectateurs : 32 000 Arbitrage : Florian Meyer |

| Match amical                            | France  | 0 – 2   | Espagne               | Stade de France Saint-Denis, France            |                                                |
| 3 mars 2010 · Historique des rencontres |         | (0 – 2) | 21e Villa · 45e Ramos | Spectateurs : 79 021 Arbitrage : Craig Thomson | Spectateurs : 79 021 Arbitrage : Craig Thomson |
| 3 mars 2010 · Historique des rencontres | Rapport |         |                       | Spectateurs : 79 021 Arbitrage : Craig Thomson | Spectateurs : 79 021 Arbitrage : Craig Thomson |

| Match amical                            | Arabie saoudite              | 2 – 3   | Espagne                               | Tivoli Neu Innsbruck, Autriche |                     |
| 29 mai 2010 · Historique des rencontres | Hawsawi 17e · Al-Sahlawi 75e | (1 – 1) | 31e Villa · 59e Alonso · 90e Llorente | Spectateurs : 7 500            | Spectateurs : 7 500 |
| 29 mai 2010 · Historique des rencontres | Rapport                      |         |                                       | Spectateurs : 7 500            | Spectateurs : 7 500 |

| Match amical                            | Corée du Sud | 0 – 1   | Espagne   | Tivoli Neu Innsbruck, Autriche |                     |
| 3 juin 2010 · Historique des rencontres |              | (0 – 0) | 86e Navas | Spectateurs : 8 000            | Spectateurs : 8 000 |
| 3 juin 2010 · Historique des rencontres | Rapport      |         |           | Spectateurs : 8 000            | Spectateurs : 8 000 |

| Match amical                            | Espagne                                                                    | 6 – 0   | Pologne | Stade Nueva Condomina Murcie, Espagne |                      |
| 8 juin 2010 · Historique des rencontres | Villa 12e · Silva 14e · Alonso 51e · Fàbregas 58e · Torres 75e · Pedro 81e | (2 – 0) |         | Spectateurs : 35 000                  | Spectateurs : 35 000 |
| 8 juin 2010 · Historique des rencontres | Rapport                                                                    |         |         | Spectateurs : 35 000                  | Spectateurs : 35 000 |

## Coupe du monde

### Premier tour - Groupe H
|   | Équipe   | Pts | J | G | N | P | BP | BC | Diff |
| - | -------- | --- | - | - | - | - | -- | -- | ---- |
| 1 | Espagne  | 6   | 3 | 2 | 0 | 1 | 4  | 2  | +2   |
| 2 | Chili    | 6   | 3 | 2 | 0 | 1 | 3  | 2  | +1   |
| 3 | Suisse   | 4   | 3 | 1 | 1 | 1 | 1  | 1  | 0    |
| 4 | Honduras | 1   | 3 | 0 | 1 | 2 | 0  | 3  | -3   |

| 16 juin | Honduras | 0 - 1 | Chili    |
| 16 juin | Espagne  | 0 - 1 | Suisse   |
| 21 juin | Chili    | 1 - 0 | Suisse   |
| 21 juin | Espagne  | 2 - 0 | Honduras |
| 25 juin | Suisse   | 0 - 0 | Honduras |
| 25 juin | Chili    | 1 - 2 | Espagne  |

#### Espagne - Suisse
| 16 juin 2010                            | Espagne | 0 – 1   | Suisse               | Moses Mabhida Stadium, Durban                                      |                                                                    |
| 16:00 UTC+2 · Historique des rencontres |         | (0 – 0) | 52e Gelson Fernandes | Spectateurs : 62 453 · Arbitrage : Howard Webb · Photos du match · | Spectateurs : 62 453 · Arbitrage : Howard Webb · Photos du match · |
| 16:00 UTC+2 · Historique des rencontres | Rapport |         |                      | Spectateurs : 62 453 · Arbitrage : Howard Webb · Photos du match · | Spectateurs : 62 453 · Arbitrage : Howard Webb · Photos du match · |

| Espagne | Suisse |

| Espagne :          |    |                 |     |
|                    |    |                 |     |
|                    | 1  | Iker Casillas   |     |
|                    | 3  | Gerard Piqué    |     |
|                    | 5  | Carles Puyol    |     |
|                    | 6  | Andrés Iniesta  | 77e |
|                    | 7  | David Villa     |     |
|                    | 8  | Xavi            |     |
|                    | 11 | Joan Capdevila  |     |
|                    | 14 | Xabi Alonso     |     |
|                    | 15 | Sergio Ramos    |     |
|                    | 16 | Sergio Busquets | 61e |
|                    | 21 | David Silva     | 62e |
| Remplaçants :      |    |                 |     |
|                    | 9  | Fernando Torres | 61e |
|                    | 18 | Pedro           | 77e |
|                    | 22 | Jesus Navas     | 62e |
| Sélectionneur :    |    |                 |     |
| Vicente del Bosque |    |                 |     |

| Suisse :        |    |                      |       |       |  |
|                 |    |                      |       |       |  |
|                 | 1  | Diego Benaglio       |       | 90+1e |  |
|                 | 2  | Stephan Lichtsteiner |       |       |  |
|                 | 4  | Philippe Senderos    | 36e   |       |  |
|                 | 6  | Benjamin Huggel      |       |       |  |
|                 | 7  | Tranquillo Barnetta  | 90+2e |       |  |
|                 | 8  | Gokhan Inler         |       |       |  |
|                 | 10 | Blaise Nkufo         |       |       |  |
|                 | 13 | Stephane Grichting   |       | 30e   |  |
|                 | 16 | Gelson Fernandes     |       |       |  |
|                 | 17 | Reto Ziegler         |       | 73e   |  |
|                 | 19 | Eren Derdiyok        | 79e   |       |  |
| Remplaçants :   |    |                      |       |       |  |
|                 | 5  | Steve von Bergen     | 36e   |       |  |
|                 | 15 | Hakan Yakin          | 79e   |       |  |
|                 | 22 | Mario Eggimann       | 90+2e |       |  |
| Sélectionneur : |    |                      |       |       |  |
| Ottmar Hitzfeld |    |                      |       |       |  |

| Assistants : Darren Cann Michael Mullarkey Quatrième arbitre : Martin Hansson Cinquième arbitre : Stefan Wittberg Homme du match : Gelson Fernandes |

#### Espagne - Honduras
| 21 juin 2010                            | Espagne             | 2 – 0   | Honduras | Ellis Park Stadium, Johannesbourg                                       |                                                                         |
| 20:30 UTC+2 · Historique des rencontres | David Villa 17e 51e | (1 – 0) |          | Spectateurs : 54 386 · Arbitrage : Yuichi Nishimura · Photos du match · | Spectateurs : 54 386 · Arbitrage : Yuichi Nishimura · Photos du match · |
| 20:30 UTC+2 · Historique des rencontres | Rapport             |         |          | Spectateurs : 54 386 · Arbitrage : Yuichi Nishimura · Photos du match · | Spectateurs : 54 386 · Arbitrage : Yuichi Nishimura · Photos du match · |

| Espagne | Honduras |

| Espagne :          |    |                  |     |  |  |
|                    |    |                  |     |  |  |
| Gardien de but     | 1  | Iker Casillas    |     |  |  |
|                    | 3  | Gerard Piqué     |     |  |  |
|                    | 5  | Carles Puyol     |     |  |  |
|                    | 7  | David Villa      |     |  |  |
|                    | 8  | Xavi             | 66e |  |  |
|                    | 9  | Fernando Torres  | 70e |  |  |
|                    | 11 | Joan Capdevila   |     |  |  |
|                    | 14 | Xabi Alonso      |     |  |  |
|                    | 15 | Sergio Ramos     | 77e |  |  |
|                    | 16 | Sergio Busquets  |     |  |  |
|                    | 22 | Jesús Navas      |     |  |  |
| Remplaçants :      |    |                  |     |  |  |
|                    | 10 | Cesc Fàbregas    | 66e |  |  |
|                    | 13 | Juan Manuel Mata | 70e |  |  |
|                    | 17 | Álvaro Arbeloa   | 77e |  |  |
| Sélectionneur :    |    |                  |     |  |  |
| Vicente del Bosque |    |                  |     |  |  |

| Honduras :      |    |                  |     |     |  |
|                 |    |                  |     |     |  |
| Gardien de but  | 18 | Noel Valladares  |     |     |  |
|                 | 2  | Osman Chávez     |     |     |  |
|                 | 3  | Maynor Figueroa  |     |     |  |
|                 | 8  | Johnny Palacios  |     |     |  |
|                 | 11 | David Suazo      | 84e |     |  |
|                 | 13 | Roger Espinoza   | 46e |     |  |
|                 | 15 | Walter Martinez  |     |     |  |
|                 | 19 | Danilo Turcios   | 63e | 8e  |  |
|                 | 20 | Amado Guevara    |     |     |  |
|                 | 21 | Emilio Izaguirre |     | 38e |  |
|                 | 23 | Sergio Mendoza   |     |     |  |
| Remplaçants :   |    |                  |     |     |  |
|                 | 7  | Ramón Núñez      | 63e |     |  |
|                 | 10 | Jerry Palacios   | 84e |     |  |
|                 | 12 | Georgie Welcome  | 46e |     |  |
| Sélectionneur : |    |                  |     |     |  |
| Reynaldo Rueda  |    |                  |     |     |  |

| Assistants : Toru Sagara Hae Sang Jeong Quatrième arbitre : Subkhiddin Mohd Salleh Cinquième arbitre : Jeffrey Gek Pheng Homme du match : David Villa |

#### Chili - Espagne
| 25 juin 2010                            | Chili              | 1 – 2   | Espagne                              | Loftus Versfeld Stadium, Pretoria                                      |                                                                        |
| 20:30 UTC+2 · Historique des rencontres | Rodrigo Millar 47e | (0 – 2) | 24e David Villa · 37e Andrés Iniesta | Spectateurs : 41 958 · Arbitrage : Marco Rodriguez · Photos du match · | Spectateurs : 41 958 · Arbitrage : Marco Rodriguez · Photos du match · |
| 20:30 UTC+2 · Historique des rencontres | Rapport            |         |                                      | Spectateurs : 41 958 · Arbitrage : Marco Rodriguez · Photos du match · | Spectateurs : 41 958 · Arbitrage : Marco Rodriguez · Photos du match · |

| Chili | Espagne |

| Chili :         |    |                 |     |          |  |
|                 |    |                 |     |          |  |
| Gardien de but  | 1  | Claudio Bravo   |     |          |  |
|                 | 3  | Waldo Ponce     |     | 19e      |  |
|                 | 4  | Mauricio Isla   |     |          |  |
|                 | 7  | Alexis Sánchez  |     |          |  |
|                 | 8  | Arturo Vidal    |     |          |  |
|                 | 10 | Jorge Valdivia  | 46e |          |  |
|                 | 11 | Mark González   | 46e |          |  |
|                 | 13 | Marco Estrada   |     | 21e, 38e |  |
|                 | 15 | Jean Beausejour |     |          |  |
|                 | 17 | Gary Medel      |     | 15e      |  |
|                 | 18 | Gonzalo Jara    |     |          |  |
| Remplaçants :   |    |                 |     |          |  |
|                 | 20 | Rodrigo Millar  | 46e |          |  |
|                 | 22 | Esteban Paredes | 46e |          |  |
| Sélectionneur : |    |                 |     |          |  |
| Marcelo Bielsa  |    |                 |     |          |  |

| Espagne :          |    |                 |     |  |  |
|                    |    |                 |     |  |  |
| Gardien de but     | 1  | Iker Casillas   |     |  |  |
|                    | 3  | Gerard Piqué    |     |  |  |
|                    | 5  | Carles Puyol    |     |  |  |
|                    | 6  | Andrés Iniesta  |     |  |  |
|                    | 7  | David Villa     |     |  |  |
|                    | 8  | Xavi            |     |  |  |
|                    | 9  | Fernando Torres | 54e |  |  |
|                    | 11 | Joan Capdevila  |     |  |  |
|                    | 14 | Xabi Alonso     | 73e |  |  |
|                    | 15 | Sergio Ramos    |     |  |  |
|                    | 16 | Sergio Busquets |     |  |  |
| Remplaçants :      |    |                 |     |  |  |
|                    | 10 | Cesc Fàbregas   | 54e |  |  |
|                    | 20 | Javi Martínez   | 73e |  |  |
| Sélectionneur :    |    |                 |     |  |  |
| Vicente del Bosque |    |                 |     |  |  |

| Assistants : Jose Luis Camargo Alberto Morin Quatrième arbitre : Subkhiddin Mohd Salleh Cinquième arbitre : Mu Yuxin Homme du match : Andrés Iniesta |

### Huitième de finale

#### Espagne  -  Portugal
Homme du match :  Xavi Hernández
| 29 juin 2010                              | Espagne         | 1–0   | Portugal | Green Point Stadium, Le Cap |                             |
| 20:30 (UTC+2) · Historique des rencontres | David Villa 63e | (0–0) |          | Arbitrage : Hector Baldassi | Arbitrage : Hector Baldassi |
| 20:30 (UTC+2) · Historique des rencontres | Rapport         |       |          | Arbitrage : Hector Baldassi | Arbitrage : Hector Baldassi |

| Espagne | Portugal |

| Espagne :          |    |                   |  |       |     |
|                    |    |                   |  |       |     |
| Gardien de but     | 1  | Iker Casillas     |  |       |     |
|                    | 3  | Gerard Piqué      |  |       |     |
|                    | 5  | Carles Puyol      |  |       |     |
|                    | 5  | Andrés Iniesta    |  |       |     |
|                    | 7  | David Villa       |  | 88e   |     |
|                    | 8  | Xavi              |  |       |     |
|                    | 9  | Fernando Torres   |  | 58e   |     |
|                    | 11 | Joan Capdevila    |  |       |     |
|                    | 14 | Xabi Alonso       |  | 90+3e | 74e |
|                    | 15 | Sergio Ramos      |  |       |     |
|                    | 16 | Sergio Busquets   |  |       |     |
| Remplaçants :      |    |                   |  |       |     |
|                    | 4  | Carlos Marchena   |  | 90+3e |     |
|                    | 18 | Pedro             |  | 88e   |     |
|                    | 19 | Fernando Llorente |  | 58e   |     |
| Sélectionneur :    |    |                   |  |       |     |
| Vicente del Bosque |    |                   |  |       |     |

| Portugal :      |    |                   |  |     |     |
|                 |    |                   |  |     |     |
| Gardien de but  | 1  | Eduardo           |  |     |     |
|                 | 2  | Bruno Alves       |  |     |     |
|                 | 6  | Ricardo Carvalho  |  |     |     |
|                 | 7  | Cristiano Ronaldo |  |     |     |
|                 | 11 | Simão             |  | 72e |     |
|                 | 15 | Pepe              |  | 72e |     |
|                 | 16 | Raul Meireles     |  |     |     |
|                 | 18 | Hugo Almeida      |  | 58e |     |
|                 | 19 | Tiago             |  |     | 80e |
|                 | 21 | Ricardo Costa     |  |     | 89e |
|                 | 23 | Fábio Coentrão    |  |     |     |
| Remplaçants :   |    |                   |  |     |     |
|                 | 8  | Pedro Mendes      |  | 72e |     |
|                 | 9  | Liedson           |  | 72e |     |
|                 | 10 | Danny             |  | 58e |     |
| Sélectionneur : |    |                   |  |     |     |
| Carlos Queiroz  |    |                   |  |     |     |

### Quart de finale

#### Paraguay - Espagne
L'Espagne s'impose au terme d'un match rocambolesque : but du Paraguay refusé pour hors-jeu, pénalty des Sud-américains arrêté par Casillas, pénalty espagnol transformé mais refusé pour faute, retenté puis arrêté, et enfin, le but espagnol, le seul du match, marqué à la suite d'un poteau sortant et qui tape sur les deux poteaux avant de franchir la ligne de but.
Homme du match :  Andrés Iniesta
| 3 juillet 2010                            | Paraguay | 0 - 1   | Espagne         | Ellis Park Stadium, Johannesbourg                                    |                                                                      |
| 20:30 (UTC+2) · Historique des rencontres |          | (0 - 0) | 83e David Villa | Spectateurs : 55 359 · Arbitrage : Carlos Batres · Photos du match · | Spectateurs : 55 359 · Arbitrage : Carlos Batres · Photos du match · |
| 20:30 (UTC+2) · Historique des rencontres | Rapport  |         |                 | Spectateurs : 55 359 · Arbitrage : Carlos Batres · Photos du match · | Spectateurs : 55 359 · Arbitrage : Carlos Batres · Photos du match · |

| Paraguay | Espagne |

| Paraguay :      |    |                  |  |     |     |
|                 |    |                  |  |     |     |
| Gardien de but  | 1  | Justo Villar     |  |     |     |
|                 | 2  | Darío Verón      |  |     |     |
|                 | 14 | Paulo da Silva   |  |     |     |
|                 | 21 | Antolín Alcaraz  |  |     | 59e |
|                 | 3  | Claudio Morel    |  |     | 71e |
|                 | 15 | Víctor Cáceres   |  | 84e | 59e |
|                 | 11 | Jonathan Santana |  |     | 88e |
|                 | 8  | Édgar Barreto    |  | 64e |     |
|                 | 16 | Cristian Riveros |  |     |     |
|                 | 18 | Nelson Valdez    |  | 72e |     |
|                 | 7  | Óscar Cardozo    |  |     |     |
| Remplaçants :   |    |                  |  |     |     |
|                 | 13 | Enrique Vera     |  | 64e |     |
|                 | 9  | Roque Santa Cruz |  | 72e |     |
|                 | 19 | Lucas Barrios    |  | 84e |     |
| Entraîneur :    |    |                  |  |     |     |
| Gerardo Martino |    |                  |  |     |     |

| Espagne :          |    |                 |  |     |     |
|                    |    |                 |  |     |     |
| Gardien de but     | 1  | Iker Casillas   |  |     |     |
|                    | 15 | Sergio Ramos    |  |     |     |
|                    | 3  | Gerard Piqué    |  |     | 57e |
|                    | 5  | Carles Puyol    |  | 84e |     |
|                    | 11 | Joan Capdevila  |  |     |     |
|                    | 16 | Sergio Busquets |  |     | 63e |
|                    | 6  | Andrés Iniesta  |  |     |     |
|                    | 8  | Xavi            |  |     |     |
|                    | 14 | Xabi Alonso     |  | 75e |     |
|                    | 7  | David Villa     |  |     |     |
|                    | 9  | Fernando Torres |  | 56e |     |
| Remplaçants :      |    |                 |  |     |     |
|                    | 10 | Cesc Fàbregas   |  | 56e |     |
|                    | 18 | Pedro Rodríguez |  | 75e |     |
|                    | 4  | Carlos Marchena |  | 84e |     |
| Entraîneur :       |    |                 |  |     |     |
| Vicente del Bosque |    |                 |  |     |     |

### Demi-finale

#### Allemagne - Espagne
Même affiche que lors de la Finale du championnat d'Europe de football 2008. Et même résultat, qui qualifie l'Espagne pour sa première finale de Coupe du monde.
Homme du match :  Xavi Hernandez
| 7 juillet 2010                            | Allemagne | 0 – 1   | Espagne          | Moses Mabhida Stadium, Durban                                        |                                                                      |
| 20:30 (UTC+2) · Historique des rencontres |           | (0 – 0) | 73e Carles Puyol | Spectateurs : 60 960 · Arbitrage : Viktor Kassai · Photos du match · | Spectateurs : 60 960 · Arbitrage : Viktor Kassai · Photos du match · |
| 20:30 (UTC+2) · Historique des rencontres | Rapport   |         |                  | Spectateurs : 60 960 · Arbitrage : Viktor Kassai · Photos du match · | Spectateurs : 60 960 · Arbitrage : Viktor Kassai · Photos du match · |

| Allemagne | Espagne |

| Allemagne :     |    |                        |  |     |
|                 |    |                        |  |     |
| Gardien de but  | 1  | Manuel Neuer           |  |     |
|                 | 3  | Arne Friedrich         |  |     |
|                 | 6  | Sami Khedira           |  | 81e |
|                 | 7  | Bastian Schweinsteiger |  |     |
|                 | 8  | Mesut Özil             |  |     |
|                 | 10 | Lukas Podolski         |  |     |
|                 | 11 | Miroslav Klose         |  |     |
|                 | 15 | Piotr Trochowski       |  | 62e |
|                 | 16 | Philipp Lahm           |  |     |
|                 | 17 | Per Mertesacker        |  |     |
|                 | 20 | Jérôme Boateng         |  | 52e |
| Remplaçants :   |    |                        |  |     |
|                 | 2  | Marcell Jansen         |  | 52e |
|                 | 18 | Toni Kroos             |  | 62e |
|                 | 23 | Mario Gómez            |  | 81e |
| Sélectionneur : |    |                        |  |     |
| Joachim Löw     |    |                        |  |     |

| Espagne :          |    |                 |  |       |
|                    |    |                 |  |       |
| Gardien de but     | 1  | Iker Casillas   |  |       |
|                    | 3  | Gerard Piqué    |  |       |
|                    | 5  | Carles Puyol    |  |       |
|                    | 6  | Andrés Iniesta  |  |       |
|                    | 7  | David Villa     |  | 81e   |
|                    | 8  | Xavi            |  |       |
|                    | 11 | Joan Capdevila  |  |       |
|                    | 14 | Xabi Alonso     |  | 90+3e |
|                    | 15 | Sergio Ramos    |  |       |
|                    | 16 | Sergio Busquets |  |       |
|                    | 18 | Pedro           |  | 86e   |
| Remplaçants :      |    |                 |  |       |
|                    | 4  | Carlos Marchena |  | 90+3e |
|                    | 9  | Fernando Torres |  | 81e   |
|                    | 21 | David Silva     |  | 86e   |
| Sélectionneur :    |    |                 |  |       |
| Vicente del Bosque |    |                 |  |       |

### Finale

#### Pays-Bas - Espagne
Homme du match : Andrés Iniesta 
| 11 juillet 2010                           | Pays-Bas | 0 – 1 a.p.            | Espagne             | Soccer City, Johannesbourg, Afrique du Sud                         |                                                                    |
| 20:30 (UTC+2) · Historique des rencontres |          | (0 – 0, 0 – 0, 0 – 0) | 116e Andrés Iniesta | Spectateurs : 84 490 · Arbitrage : Howard Webb · Photos du match · | Spectateurs : 84 490 · Arbitrage : Howard Webb · Photos du match · |
| 20:30 (UTC+2) · Historique des rencontres | Rapport  |                       |                     | Spectateurs : 84 490 · Arbitrage : Howard Webb · Photos du match · | Spectateurs : 84 490 · Arbitrage : Howard Webb · Photos du match · |

| Pays-Bas | Espagne |

| PAYS-BAS:        |    |                          |           |      |
|                  |    |                          |           |      |
| Gardien de but   | 1  | Maarten Stekelenburg     |           |      |
|                  | 2  | Gregory van der Wiel     | 111e      |      |
|                  | 3  | John Heitinga            | 56e, 109e |      |
|                  | 4  | Joris Mathijsen          | 117e      |      |
|                  | 5  | Giovanni van Bronckhorst | 54e       | 105e |
|                  | 6  | Mark van Bommel          | 22e       |      |
|                  | 8  | Nigel de Jong            | 28e       | 99e  |
|                  | 11 | Arjen Robben             | 84e       |      |
|                  | 7  | Dirk Kuyt                |           | 71e  |
|                  | 10 | Wesley Sneijder          |           |      |
|                  | 9  | Robin van Persie         | 15e       |      |
| Remplaçants :    |    |                          |           |      |
|                  | 17 | Eljero Elia              |           | 71e  |
|                  | 23 | Rafael van der Vaart     |           | 99e  |
|                  | 15 | Edson Braafheid          |           | 105e |
| Sélectionneur :  |    |                          |           |      |
| Bert van Marwijk |    |                          |           |      |

| ESPAGNE:           |    |                 |        |      |
|                    |    |                 |        |      |
| Gardien de but     | 1  | Iker Casillas   |        |      |
|                    | 15 | Sergio Ramos    | 23e    |      |
|                    | 3  | Gerard Piqué    |        |      |
|                    | 5  | Carles Puyol    | 17e    |      |
|                    | 11 | Joan Capdevila  | 67e    |      |
|                    | 16 | Sergio Busquets |        |      |
|                    | 14 | Xabi Alonso     |        | 87e  |
|                    | 8  | Xavi            | 120+1e |      |
|                    | 6  | Andrés Iniesta  | 118e   |      |
|                    | 18 | Pedro           |        | 60e  |
|                    | 7  | David Villa     |        | 106e |
| Remplaçants :      |    |                 |        |      |
|                    | 22 | Jesús Navas     |        | 60e  |
|                    | 10 | Cesc Fàbregas   |        | 87e  |
|                    | 9  | Fernando Torres |        | 106e |
| Sélectionneur :    |    |                 |        |      |
| Vicente del Bosque |    |                 |        |      |

### Buteurs espagnols
| Rang | Nom            | Buts |
| ---- | -------------- | ---- |
| 1    | David Villa    | 5    |
| 2    | Andrés Iniesta | 2    |
| 3    | Carles Puyol   | 1    |